# Sorex bairdi
Sorex bairdi är en däggdjursart som beskrevs av Clinton Hart Merriam 1895. Sorex bairdi ingår i släktet Sorex och familjen näbbmöss. IUCN kategoriserar arten globalt som livskraftig.
Denna näbbmus lever i nordvästra USA i delstaten Oregon. Den lever i fuktiga barrskogar med buskar som undervegetation. Arten äter främst insekter.
Arten blir med svans 10,0 till 14,5 cm lång, svanslängden är 3,0 till 6,5 cm och vikten är 5 till 11 g. Den bruna pälsen är under vintern mörkare. De övre framtänderna har på den sida där de träffar varandra en utskjutande del som är intensivare färgad än resten av de övre framtänderna.

## Underarter
Arten delas in i följande underarter:
- S. b. bairdi
- S. b. permiliensis